# 佐迪·達利斯
佐迪·達利斯·帕拉莫（Jorge Tarrés Páramo, "Jordi" ，1981年3月16日—），生於西班牙巴塞隆拿，西班牙裔香港足球運動員，司職前鋒，於2010年7月來港加盟傑志並為球會贏盡本地賽事的所有球會錦標，更在2017年成為繼基奧雲尼後近年第二位在港取得第100球的球員，到2017年10月3日在港住滿七年後成功申請香港特區護照，繼而首度入選香港代表隊，持有歐洲足協專業教練執照，現時擔任香港超級聯賽球會傑志技術總監。

## 早年生活
佐迪生於西班牙巴塞隆拿，自小受父親兼巴塞隆拿的歐冠盃冠軍成員艾斯度路薰陶，使佐迪於5歲就跳級考進加泰羅尼亞地區球會隨7歲組別訓練，到其青年軍時代就加盟時為西乙聯賽角逐的球會利達，兼他父親球員生涯尾聲的球會，並從父親等前輩身上學習，直到佐迪17歲時選擇加盟較重視青訓的家鄉球會愛斯賓奴預備組，並有機會到一隊跟操隨達蒙度等國腳操練。

## 球會生涯
2009年，佐迪轉會西乙B聯賽球會賀斯比圖勒，共替球隊上陣12場取得6個入球，並在西丙升班附加戰中替球隊梅開二度，到2010–11球季佐迪獲時任傑志教練兼同鄉甘巴爾邀請加盟，而在傑志於季前記者會公佈新陣容前加泰隆尼亞球壇已率先披露已羅致佐迪，到2010年7月他與同鄉列斯奧與盧比度和丹尼來港發展，並於9月16日以3–1擊敗公民的聯賽取得加盟後的首個入球，到季尾更即為傑志相隔47年後奪得球會史上首個聯賽冠軍，
加盟傑志後，佐迪成為球隊首席射手，在首季聯賽及盃賽取得15個入球，原本他大有機會爭奪神射手寶座，可惜他於2011年4月3日主場對南華的榜首大戰在比賽末段遭南華中堅祖爾攔截受傷，導致佐迪右腳中趾骨折最少要休息6星期始能康復肯定錯過餘下的三場聯賽。到2011年5月2日傑志與佐迪續約兩年至2013年5月，到2012年開始佐迪獲傑志註冊單出戰亞協盃的四名外援名，並在同年3月6日以3–1擊敗新加坡球會淡濱尼流浪的亞協盃分組賽，取得首個亞協盃賽事進球，
2013年5月14日，佐迪於作客以2–0擊敗馬來西亞球會吉蘭丹的亞協盃16強，再度連續取得入球，使他於當季7場亞協盃賽事均有入球，惟最終傑志晉級後於8強不敵約旦球會阿爾費薩里宣告出局，而佐迪則以12個入球屈居亞協盃神射手第二名，同年5月26日佐迪當選甲組聯賽5月份最有價值球員，而屬會傑志於5月30日即與佐迪續約兩年至2015年季尾，到季尾他協助傑志以不敗姿態奪得最後一屆甲組聯賽冠軍，及助傑志勇闖亞協盃八強追平球會史上最佳成績，而截止2016年5月，他亦以24個亞協盃入球成為代表香港球會出戰亞協盃賽事中取得入球數量最多的球員， 2014–15球季佐迪於9月12日對和富大埔的首場港超聯賽事就取得史上首個港超聯入球， 2015–16球季他再於首場聯賽大演帽子戲法協助球會以4–0擊敗元朗。
2016–17球季，佐迪外借至港超聯球會理文流浪，並獲委任為球隊隊長協助年輕球員成長，並在2016年9月25日作客對東方龍獅的聯賽，取得加盟後的首個入球，惟最終流浪以1–2落敗，而佐迪再在2017年4月8日次循還對東方龍獅的聯賽，大演帽子戲法協助球會以3–3賽和對手，亦為屬會傑志與榜首球會東方龍獅的積分收窄至1分，而當季佐迪連同本地賽事、亞洲賽及國際賽在內成為繼基奧雲尼後，近年第二位成功在香港取得第100球的球員
完成借用合約後佐迪回歸傑志，2017–18球季再獲傑志續借新成立的港超聯球會理文，更再度被委任為球隊隊長，並在2017年9月15日對東方龍獅的第二場聯賽，首度為球隊上陣即取得球隊首個港超入球，協助理文取得球會歷史上首場勝仗以3–2勝出，至2017年10月後居港住滿七年後成功領取香港特區護照轉為本地球員資格，而原本需要入籍一年後才能以本地球員身份出戰亞冠盃的佐迪，於2018年1月獲亞洲足協改制和確認後符合本地球員資格首度出戰亞洲最頂級的球會聯賽亞冠盃分組賽，同時佐迪於1月10日回歸傑志，但由於傑志獲前世界盃金球獎得主科蘭加盟，而他選擇了在佐迪外借至理文後暫時懸空的18號球衣，奈何科蘭此舉引起部份球迷不滿，而傑志徵求佐迪的同意後，佐迪願意讓出來港後穿着達8年的18號球衣給科蘭，並轉穿比18號更有意義、由巴塞隆拿的偉大球員荷蘭球王告魯夫所穿的14號球衣，而他在1月14日對冠忠南區的聯賽，在59分鐘後備入替福保羅，結果協助傑志以2–2賽和對手。
2019–20球季，佐迪加盟港超聯球會理文。2020年10月11日，佐迪在對冠忠南區的聯賽中以隊長身分上陣，並取得1個進球，最終以4-0大勝對手。賽後他透過球隊社交平台宣布退役，結束職業足球生涯，並會轉任球隊助教。

## 國際賽生涯
在2017年8月尾，佐迪與列斯奧以及丹尼在港住滿七年成為香港永久性居民，並於9月初決定放棄西班牙國籍和申請香港特區護照，到10月3日領取香港特區護照，同日，由於香港代表隊有三名球員因傷及私人理由退隊，令時任香港隊主教練金判坤隨即徵召佐迪與列斯奧和丹尼三人入香港代表隊，出戰對老撾及馬來西亞國家隊的國際賽，而主教練金判坤更指佐迪能解決香港隊入球能力的問題。
在10月5日，佐迪於主場對老撾國家隊的國際友誼賽正選登場，首度代表香港代表隊於國際A級賽亮相，並於開賽10分鐘首次攻門就近射得手，取得首個國際A級賽入球，至半場因右腳肌肉疼痛而被換出，結果協助香港大勝4–0，賽後，佐迪獲選為賽事最佳球員。在10月10日，佐迪於主場對馬來西亞的亞洲盃外圍賽，第二場代表香港便再度取得入球，協助香港最終以2–0勝出，亦是香港13年來首次擊敗馬來西亞，賽後他再度獲選為賽事最佳球員。
2018年6月5日，佐迪獲香港U23代表隊徵召，以超齡球員身份出戰印尼雅加達亞運會。

## 執教生涯
佐迪在2020/21球季加入理文教練團出任助教，一年後因要回西班牙進修歐洲足協專業教練牌照課程，決定請辭。完成教練課程後，佐迪在2022/23球季重返理文出任助教一職。

## 家庭生活
佐迪父親艾斯度路成就還比兒子佐迪高，司職防守中場的父親曾効力巴塞隆拿及艾美利亞等多間西甲球會，在頂級聯賽有征戰有7季的長時間，亦於1978至79年期間効力西甲勁旅巴塞隆拿時助球會勇奪歐洲盃賽冠軍盃。
佐迪在効力愛斯賓奴B隊期間已經在巴塞隆拿大學修讀醫科，可是直到第四年因球會的訓練集中在早上，而醫科又不能隨便走堂，所以他為向職業球員的目標邁進而毅然放棄修讀達3年的醫科，佐迪已考取西班牙B級教練牌照。

## 國際賽事紀錄
- 僅列出國際A級比賽

| 上陣次數 | 時間           | 地點              | 對手     | 比數 | 賽事性質                 | 入球 (累計) |
| -------- | -------------- | ----------------- | -------- | ---- | ------------------------ | ----------- |
| 1        | 2017年10月5日  | 香港 旺角大球場   |          | 4–0  | 國際友誼賽               | 1 (1)       |
| 2        | 2017年10月10日 | 香港 香港大球場   | 马来西亚 | 2–0  | 2019年亞洲盃外圍賽第三輪 | 1 (2)       |
| 3        | 2017年11月9日  | 香港 旺角大球場   | 巴林     | 0–2  | 國際友誼賽               | 0 (2)       |
| 4        | 2017年11月14日 | 香港 香港大球場   | 黎巴嫩   | 0–1  | 2019年亞洲盃外圍賽第三輪 | 0 (2)       |
| 5        | 2018年3月27日  | 朝鮮 金日成競技場 |          | 0–2  | 2019年亞洲盃外圍賽第三輪 | 0 (2)       |

## 榮譽
傑志
- 香港超級聯賽冠軍（2014–15季度）
- 香港甲組足球聯賽冠軍（2010–11、2011–12、2013–14季度）
- 香港聯賽盃冠軍（2011–2012、2014–15季度）
- 香港足總盃冠軍（2011–12、2012–13、2014–15季度）
- 香港季後附加賽冠軍（2016–17季度）

香港聯賽選手隊
- 香港賀歲盃冠軍（2016年）

個人
- 香港足球明星選舉 最佳十一人（2011–12、2012–13、2013–14、2014–15季度）
- 香港甲組足球聯賽 1月最有價值球員（2011–12季度）
- 香港甲組足球聯賽 5月最有價值球員（2011–12季度）
- 香港甲組足球聯賽 5月最有價值球員（2012–13季度）

## 外部連結
- Transfermarkt（页面存档备份，存于）
- Soccerway資料庫（页面存档备份，存于）
- 香港足球總會球員註冊資料（页面存档备份，存于）